# 玖龍紙業
玖龍紙業（控股）有限公司（港交所：2689）是一間中國紙品公司（於百慕達成立），主要生產各種卡紙產品。主席及大股東為張茵女士。
玖龍紙業是中國最大箱板原紙產品生產商，及全球最大箱板原紙產品生產商之一。集團主要生產卡紙種類包括牛卡紙、環保牛卡紙及白面牛卡紙、高強瓦楞芯紙及塗布灰底白板紙；亦有生產本色木漿以供製造卡紙。玖龍紙業在中國內地共設有3個生產基地，1個位於廣東省東莞市，另外2個分別位於江蘇省太倉市和重慶市涪陵区。
第4個生產基地位天津，將於2009年第3季落成，首階段會有25號和26號造紙機投入生產，年產量80萬噸。
現時3個生產基地共設有23台造紙機，全年總設計產能為785萬噸（2009年2月），造紙機分別由歐洲、北美及日本入口。
玖龍紙業於2006年2月20日在香港公開招股，3月3日起在香港交易所主板掛牌上市。

## 「血汗工廠」指控
2008年4月15日，香港大學師生監察無良企業行動發表調查報告，指玖龍紙業工作環境危險，发生工伤事故同班的其他工人会被罚款，甚至工伤受害者也可能被罚。公司被指借工傷事故斂財，工人连坐受罰。資方被指以「辅助工」名義來逃避員工福利，尅扣法定休息日，违反中国劳动法规。監察組指玖龍是「血汗工廠」、「港企之恥」，並要求张茵引咎辞去政协委员职务。董事長張茵反指該組織受境外勢力操縱，「準備搞幾家企業」及「衝著奧運而來」，廣東工總副主席孔祥鴻亦指有組織詆毁內地企業。

## 外部連結
- 玖龍紙業(控股)有限公司（页面存档备份，存于）
- 香港女首富张茵旗下“玖龙纸业”被指血汗工厂（页面存档备份，存于）